# Brachyntheisogryllacris punicea
Brachyntheisogryllacris punicea är en insektsart som först beskrevs av Gerstaecker 1860.  Brachyntheisogryllacris punicea ingår i släktet Brachyntheisogryllacris och familjen Gryllacrididae. Inga underarter finns listade i Catalogue of Life.